# Basecamp (компанія)
Basecamp, раніше відома як 37signals — американська приватна компанія, розробник прикладного програмного забезпечення, відома як творець фреймворку Ruby on Rails та поштового сервісу Hey. Розташована у місті Чикаґо.
Заснована в 1999 році Джейсоном Фрідом (англ. Jason Fried), Карлосом Сегура (англ. Carlos Segura, в 2000 році покинув компанію) і Ернестом Кімом (англ. Ernest Kim, пішов з компанії в 2003) як компанія, що займається вебдизайном на замовлення. Згодом компанія сконцентрувалася на розробці вебдодатків, поширюваних як послуга.
Серед інших розробок компанії 37signals відомі персональний органайзер Backpack, онлайновий текстовий редактор з можливістю спільної роботи Writeboard, сервіс для ведення списків справ (англ. to-do list) Ta-Da List і CRM-система Highrise.

## Ruby on Rails
Ruby on Rails — програмний каркас для створення вебдодатків на мові програмування Ruby — був побудований в процесі розробки системи управління проектами Basecamp співробітником 37signals Девідом Хансоном. Вперше Ruby on Rails був випущений як власницьке програмне забезпечення компанії в липні 2004 року, а з 2005 року каркас поширюється як вільне програмне забезпечення під ліцензією MIT.

## Basecamp
Basecamp — онлайн-інструмент для управління проектами, спільної роботи і постановки завдань по проектах. У процесі розробки Basecamp був створений фреймворк для створення вебдодатків Ruby on Rails.

## Backpack
Backpack — програмний додаток і онлайновий персональний інформаційний менеджер. Має дві основні функції: створені користувачем сторінки з текстом, зображеннями, файлами та іншими об'єктами, а також календар у форматі iCalendar. Основні функції користувацьких сторінок включають персональні плани (списки справ, англ. to-do lists), фотогалереї, замітки і файли-додатки, а також організацію доступу до сторінок. Основні функції календаря включають підтримку iCalendar, нагадування електронною поштою і через SMS, колірний код для календаря та організацію доступу до нього.